# Faustino Dy
Faustino N. Dy (Cauayan, 13 april 1925 - Manilla, 3 oktober 1993) was een Filipijns politicus.

## Biografie
Faustino Dy werd geboren op 13 april 1925 in Cauayan in de noordelijke Filipijnse provincie Isabela. Hij is de patriarch van de een dynastie die jarenlang de politiek in de provincie Isabela beheerste. Dy zelf was burgemeester van Cauayan van 1965 tot 1969 en gouverneur van de provincie Isabela van 1969 tot 1986 en van 1988 tot 1992. In eerste instantie was Dy gelieerd aan de oppositie tegen president Ferdinand Marcos en werd hij gesteund door de communistische New People's Army. Al snel werkte hij echter samen met Marcos. Na het uitroepen van de staat van beleg in 1972 verdiende hij met hulp van Marcos en ten koste van een deel van de bevolking een fortuin met de houtkap. Na de val van Marcos door de EDSA-revolutie in 1986 werd hij door opvolger Corazon Aquino afgezet. Bij de eerstvolgende lokale verkiezingen in 1988 werd hij echter opnieuw gekozen tot gouverneur. In 1992 werd hij opgevolgd door zijn zoon Benjamin Dy. Ook twee andere zonen, Faustino Dy jr. en Faustino Dy III waren gouverneur van de provincie. 
Dy overleed op 3 oktober 1993 op 68-jarige leeftijd aan de gevolgen van een hartstilstand.